# ثيوبالد باتلر باريت
ثيوبالد باتلر باريت هو سياسي كندي، ولد في 24 يوليو 1894 في كندا، وتوفي في 26 مارس 1969 في كندا. حزبياً، نشط في الحزب الكندي التقدمي المحافظ. وقد انتخب عضو مجلس العموم الكندي.